# 湯姆在農莊
《湯姆在農莊》（法語：Tom à la ferme）是一部2013年的加拿大和法國合拍的心理驚悚片，由札維耶·多藍執導。電影改編自米歇爾·馬克·伯查德的同名戲劇。於2013年9月2日本片參與了第70屆威尼斯影展的正式競賽，並在2013年多倫多國際電影節的特別介紹中入列。該片在威尼斯獲得了國際影評人協會獎。電影於2013年9月2日在威尼斯上映、2014年3月28日在加拿大、2014年4月16日在法國，而台灣則於2014年7月18日發布。
本片入圍第二屆加拿大電影獎的最佳電影提名。

## 劇情
在廣告公司工作的湯姆是個同性戀，他參與了男朋友吉翁的喪禮，但在場的人卻沒有人認識他（因為眾人並不知他與吉翁的私密關係），吉翁的農夫哥哥法蘭西不太喜歡他，並要求要湯姆在死者母親的面前上演一場扭曲的遊戲、用謊言來別讓伯母傷心；湯姆和法蘭西兩人意見並不太合，在這封閉思想的農莊，湯姆逐漸陷入了難解的家庭糾紛中...。

## 演員
- 札維耶·多藍 飾演 湯姆（Tom）
- 皮埃爾-伊夫·卡迪納爾 飾演 法蘭西（Francis）
- 莉莎·羅伊 飾演 阿嘉（Agathe）
- 伊夫·琳布羅（英语：Évelyne Brochu） 飾演 莎拉（Sara）
- 曼努爾·泰德羅斯（英语：Manuel Tadros） 飾演 巴曼（Barman）
- 安妮·卡隆 飾演 醫生
- 亞克·拉瓦利 飾演 牧師

## 評價
《湯姆在農莊》在爛番茄上根據28條點評獲得了79％的新鮮度，平均得分7.1／10，Metacritic基於7條點評得分71，而在imdb上則得分7.0，電影獲得普遍好評。《衛報》的彼得·布拉德肖形容電影為「用熱情和恐懼所盤繞的有趣[電影]」。Film.com的大衛·艾利希則給了電影7.7的評級。《愛爾蘭時報》的塔拉·布雷迪給了它5五顆星，並稱讚其為「天才之作」。

## 獎項
| 獎項               | 類別               | 獲獎人                                                           | 結果 |
| ------------------ | ------------------ | ---------------------------------------------------------------- | ---- |
| 威尼斯國際影展     | 金獅獎             | 札維耶·多藍                                                      | 提名 |
| 威尼斯國際影展     | 國際影評人協會獎   | 札維耶·多藍                                                      | 獲獎 |
| 第二屆加拿大電影獎 | 最佳電影           | 湯姆在農莊                                                       | 提名 |
| 第二屆加拿大電影獎 | 最佳導演           | 札維耶·多藍                                                      | 提名 |
| 第二屆加拿大電影獎 | 最佳女配角演員     | 伊夫·琳布羅                                                      | 提名 |
| 第二屆加拿大電影獎 | 最佳男配角演員     | 伊夫·卡迪納爾                                                    | 提名 |
| 第二屆加拿大電影獎 | 最佳改編劇本       | 米歇爾·馬克·伯查德與札維耶·多藍                                  | 提名 |
| 第二屆加拿大電影獎 | 最佳綜合音效       | François Grenon、Olivier Goinard、Sevan Koryan與Sylvain Brassard | 提名 |
| 第二屆加拿大電影獎 | 最佳音效剪輯       | 蓋伊·科爾、伊莎貝爾·法夫羅與Sylvain Brassard                     | 提名 |
| 第二屆加拿大電影獎 | 最佳成就音樂：配樂 | 蓋布瑞·雅德                                                      | 提名 |

## 外部連結
- 互联网电影数据库（IMDb）上《湯姆在農莊》的资料（英文）